# 兵庫県道・京都府道705号中藤加悦線
兵庫県道・京都府道705号中藤加悦線（ひょうごけんどう・きょうとふどう705ごう なかふじかやせん）は、兵庫県豊岡市から京都府与謝郡与謝野町に至る一般県府道である。

## 概要
兵庫県豊岡市但東町中藤から京都府与謝郡与謝野町字香河に至る。認定当初の終点は旧加悦町市街地の府道福知山宮津線（現在の国道176号旧道）までの路線であったが、現在は与謝野町字香河（旧加悦町域）まで延長されている。

### 路線データ
- 起点：兵庫県豊岡市但東町中藤（京都府道・兵庫県道2号宮津養父線交点）
- 終点：京都府与謝郡与謝野町字香河（京都府道16号宮津野田川線交点）
- 総延長：15.4 km

## 路線状況

### 重複区間
- 京都府道626号野田川加悦線（京都府与謝郡与謝野町字算所 - 与謝郡与謝野町字明石・明石交差点）
- 国道176号（京都府与謝野町字明石・明石交差点 - 与謝郡与謝野町字温江・温江交差点）
- 京都府道608号温江加悦線（京都府与謝郡与謝野町字温江・温江交差点 - 与謝郡与謝野町字温江）

### 道路施設

#### 橋梁
- 京都府
  - 三村橋（野田川、与謝郡与謝野町、京都府道626号野田川加悦線重複区間内）

## 地理

### 通過する自治体
- 兵庫県
  - 豊岡市
- 京都府
  - 与謝郡与謝野町

### 交差する道路
| 交差する道路                                                  | 都道府県名 | 市町村名 | 市町村名 | 交差する場所     | 交差する場所 |
| ------------------------------------------------------------- | ---------- | -------- | -------- | ---------------- | ------------ |
| 京都府道・兵庫県道2号宮津養父線                               | 兵庫県     | 豊岡市   | 豊岡市   | 但東町中藤       | 起点         |
| 京都府道608号温江加悦線                                       | 京都府     | 与謝郡   | 与謝野町 | 字加悦           |              |
| 京都府道626号野田川加悦線 重複区間起点                        | 京都府     | 与謝郡   | 与謝野町 | 字算所           |              |
| 京都府道803号加悦岩滝自転車道線                               | 京都府     | 与謝郡   | 与謝野町 | 字三河内         |              |
| 国道176号 重複区間起点 京都府道626号野田川加悦線 重複区間終点 | 京都府     | 与謝郡   | 与謝野町 | 字明石（あけし） | 明石交差点   |
| 国道176号 重複区間終点 京都府道608号温江加悦線 重複区間起点   | 京都府     | 与謝郡   | 与謝野町 | 字温江（あつえ） | 温江交差点   |
| 京都府道608号温江加悦線 重複区間終点                          | 京都府     | 与謝郡   | 与謝野町 | 字温江           |              |
| 京都府道16号宮津野田川線                                      | 京都府     | 与謝郡   | 与謝野町 | 字香河           | 終点         |

### 沿線
- 与謝野町立加悦小学校
- 与謝野町立加悦中学校
- 三河内郵便局

### 峠
- 兵庫県
  - 加悦奥峠（豊岡市 - 京都府与謝郡与謝野町）